# Paméra Losange
Paméra Losange (* 28. August 2002 in Sarcelles) ist eine französische Leichtathletin, die sich auf den Sprint spezialisiert hat.

## Sportliche Laufbahn
Erste Erfahrungen bei internationalen Meisterschaften sammelte Paméra Losange im Jahr 2018, als sie bei den U18-Europameisterschaften in Győr in 11,75 s die Silbermedaille im 100-Meter-Lauf gewann. Anschließend startete sie über diese Distanz bei den Olympischen Jugendspielen in Buenos Aires und gelangte dort auf den fünften Platz. 2021 schied sie bei den U20-Europameisterschaften in Tallinn mit 23,85 s im Semifinale im 200-Meter-Lauf aus und verpasste mit der französischen 4-mal-100-Meter-Staffel mit 47,11 s den Finaleinzug. 2023 belegte sie bei den U23-Europameisterschaften in Espoo in 23,90 s den achten Platz über 200 Meter und gewann mit der Staffel in 43,39 s die Silbermedaille hinter dem britischen Team. Im Jahr darauf siegte sie in 23,49 s über 200 Meter bei den U23-Mittelmeer-Meisterschaften in Ismailia.
In den Jahren 2022 und 2023 wurde Losange französische Meisterin im 200-Meter-Lauf.

## Persönliche Bestleistungen
- 100 Meter: 11,47 s (+1,3 m/s), 1. Juli 2023 in Fontainebleau
  - 60 Meter (Halle): 7,38 s, 9. Februar 2019 in Paris
- 200 Meter: 23,06 s (+1,1 m/s), 14. Juni 2023 in Sarcelles